# CP/M
CP/M (ang. Control Program/Monitor lub Control Program/Microcomputer) – prosty system operacyjny, produkowany przez firmę Digital Research, dopuszczający działanie tylko jednego procesu (wykonywanego programu). Ta cecha – normalna we wczesnych latach osiemdziesiątych XX w. – upraszczała konstrukcję systemu, przede wszystkim zarządzanie pamięcią, która poza obszarem zarezerwowanym dla systemu, była dostępna tylko dla jednego procesu.
System CP/M miał krótki zestaw poleceń wewnętrznych, interpreter poleceń był częścią jądra systemu i ładowany był do początkowego obszaru pamięci. Interpreter poleceń pozwalał na wyświetlenie w różnej postaci zawartości katalogu, zmianę katalogu, zmianę aktywnego użytkownika (polecenie user z parametrem w zakresie 0–15) i uruchomienie polecenia zewnętrznego lub programu. Struktura plików wykonywalnych była pierwowzorem formatu .COM stosowanego w PC-DOS.
Dla systemu CP/M dostępne były aplikacje takie jak: WordStar (edytor tekstu, pierwowzór późniejszego WordPerfect dla systemu DOS; obsługiwany kombinacjami klawiszy Ctrl+klawisz), arkusz kalkulacyjny Multiplan oraz oprogramowanie specjalistyczne. Pozwalał on na korzystanie z języków programowania BASIC, Pascal, C, Fortran, COBOL, a także narzędzi wspomagających programowanie w asemblerze.

## Wersje systemu CP/M
System CP/M napisany został pierwotnie dla procesora Intel 8080, jednak używany był przede wszystkim na bardzo popularnym wówczas procesorze Zilog Z80, który był z nim zgodny programowo. Wersja tego systemu operacyjnego powstała również dla procesorów Intel x86, ale nie zdobyła popularności, gdyż system MS-DOS miał już ugruntowaną pozycję wśród użytkowników komputerów osobistych. W popularyzacji nie pomogło nawet wydanie wielozadaniowej wersji systemu pod nazwą MP/M.
Wprowadzone na rynek wersje systemu CP/M:
- CP/M – dla procesora Intel 8080 i z nim zgodnych,
- CP/M-86 – dla procesora Intel 8086 i z nim zgodnych,
- CP/M-68k – dla procesora Motorola 68000.
- CP/M-8000 – dla procesora Zilog Z8000[1].

Do tego systemu firma Digital Research opracowała sieć CP/Net która umożliwiała współdzielenie zasobów dyskowych i drukarek poprzez serwer sieciowy pracujący pod kontrolą MP/M. Jako stacje klienckie używane były komputery pracujące pod CP/M oraz bezdyskowe terminale z systemem CP/NOS, który był odmianą CP/M 2.2 obsługującym wyłącznie dyski sieciowe.
Rozwinięciem systemu CP/M był Digital Research DOS (znany jako DR-DOS), przeznaczony dla komputerów klasy PC oraz GEMDOS, część systemu operacyjnego m.in. komputerów Atari ST odpowiedzialna za zarządzanie plikami.
Systemy CP/M dla x86 przegrały z MS-DOS z powodu ceny – CP/M-86 kosztował $240 wobec $40 za MS-DOS.

## CP/M na ZX Spectrum
W Polsce system CP/M stosowany był m.in. w komputerach Elwro 800 Junior, ComPAN-8 (produkowanych przez zakłady Mera-Elzab) oraz w dość popularnych klonach ZX Spectrum produkcji Timex. Tak naprawdę system CP/M był uruchamiany wówczas na procesorze w stacji dysków FDD3000, a komputer pełnił tylko funkcję zaawansowanego terminala, ponieważ system operacyjny wymagał do działania pamięci RAM na początku przestrzeni adresowej, zaś w ZX Spectrum pierwsze 16 kB pamięci zajmował ROM. Stacja FDD3000 była zatem w pełni kompletnym komputerem, wyposażonym w procesor Z80A 4 MHz i 64 kB pamięci RAM. Uruchomienie CP/M nie było możliwe na uboższej wersji stacji FDD3, która miała jedynie 16 kB pamięci RAM, co wystarczało jednak do uruchomienia systemu TOS (z wyłączeniem wersji 4).

## CP/M na Atari XL/XE
Na podobnej zasadzie użycie CP/M 2.2 jest możliwe na ośmiobitowym Atari. Potrzebna jest do tego stacja dysków Indus GT, LDW Super 2000 lub CA-2001 (te dwie ostatnie były sprzedawane przez Pewex i bardzo popularne w Polsce). Wszystkie te stacje zawierają procesor Z80 taktowany zegarem 4 MHz. Każda z nich ma wprawdzie tylko 2 kB pamięci RAM, ale do uruchomienia CP/M wystarczy rozbudowa tej pamięci do 64 kB, dość prosta, gdyż stacja jest specjalnie do tego zaprojektowana. Podobnie jak w przypadku ZX Spectrum, jednak z innych nieco względów (procesor MOS 6502 montowany w Atari jest niezgodny z Z80), komputer pełni wtedy funkcję inteligentnego terminala dla programów uruchamianych wewnątrz stacji dysków.

## CP/M Plus (CP/M 3.0)
CP/M Plus został wprowadzony do sprzedaży przez Digital Research w roku 1982.
Później firma Locomotive Software Limited przygotowała natywne wersje tego systemu (CP/M Plus) dla komputerów Amstrad Schneider 6128 i ZX Spectrum +3.